# Tepoztlán

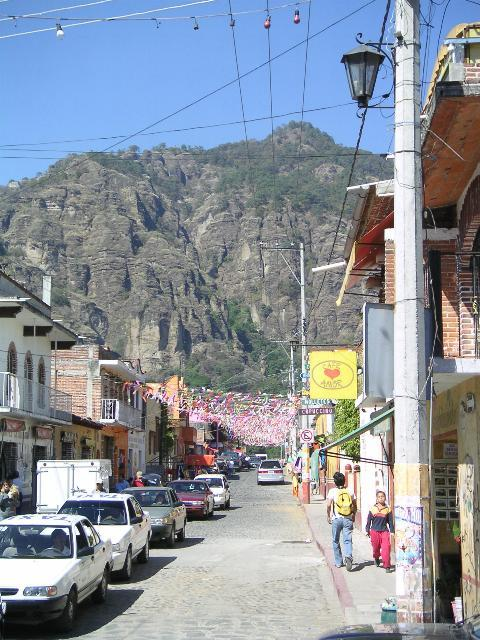
El Tepozteco s'aprecia des de tot Tepoztlán.

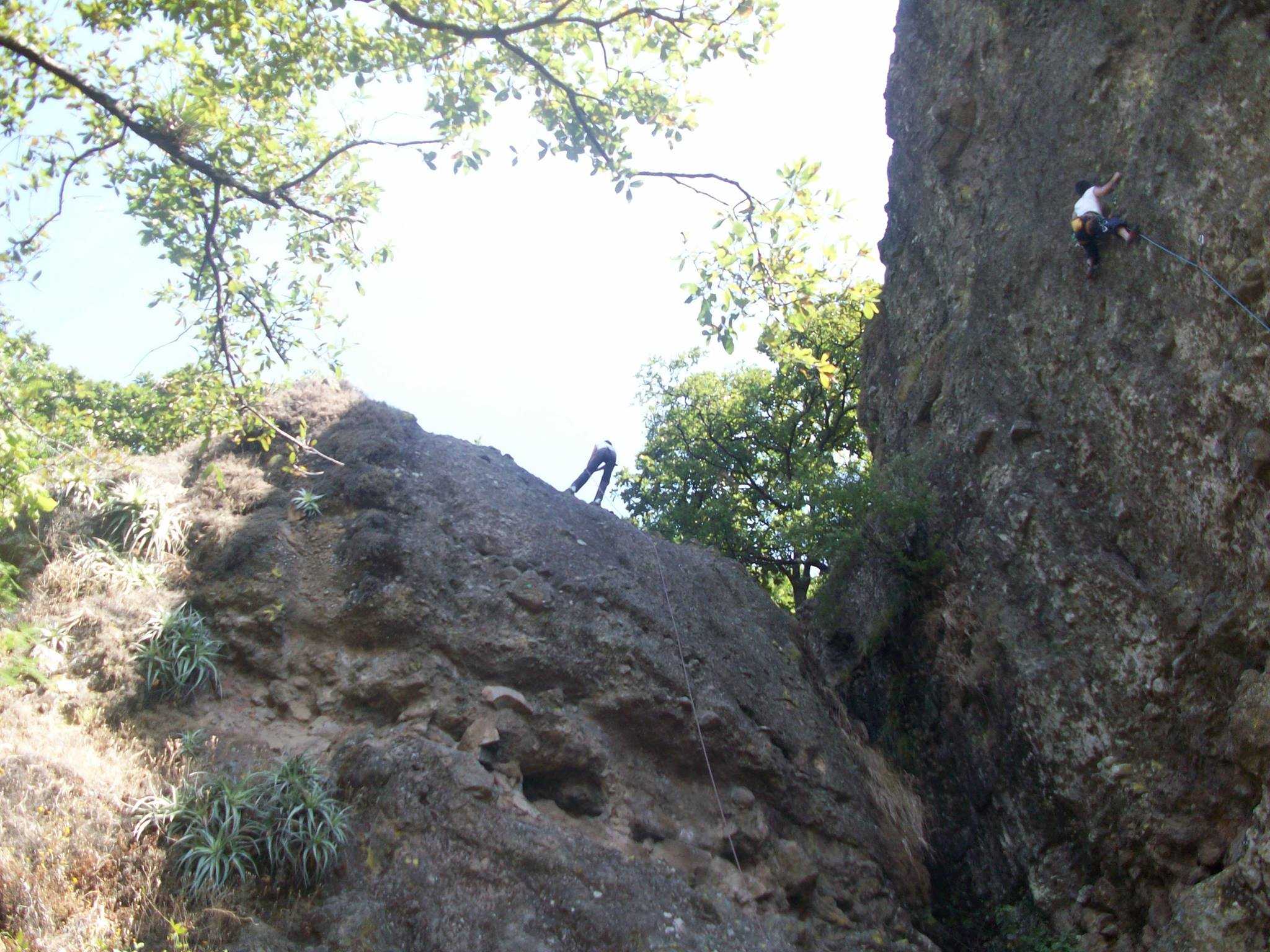
Ràpel a Meztitla.

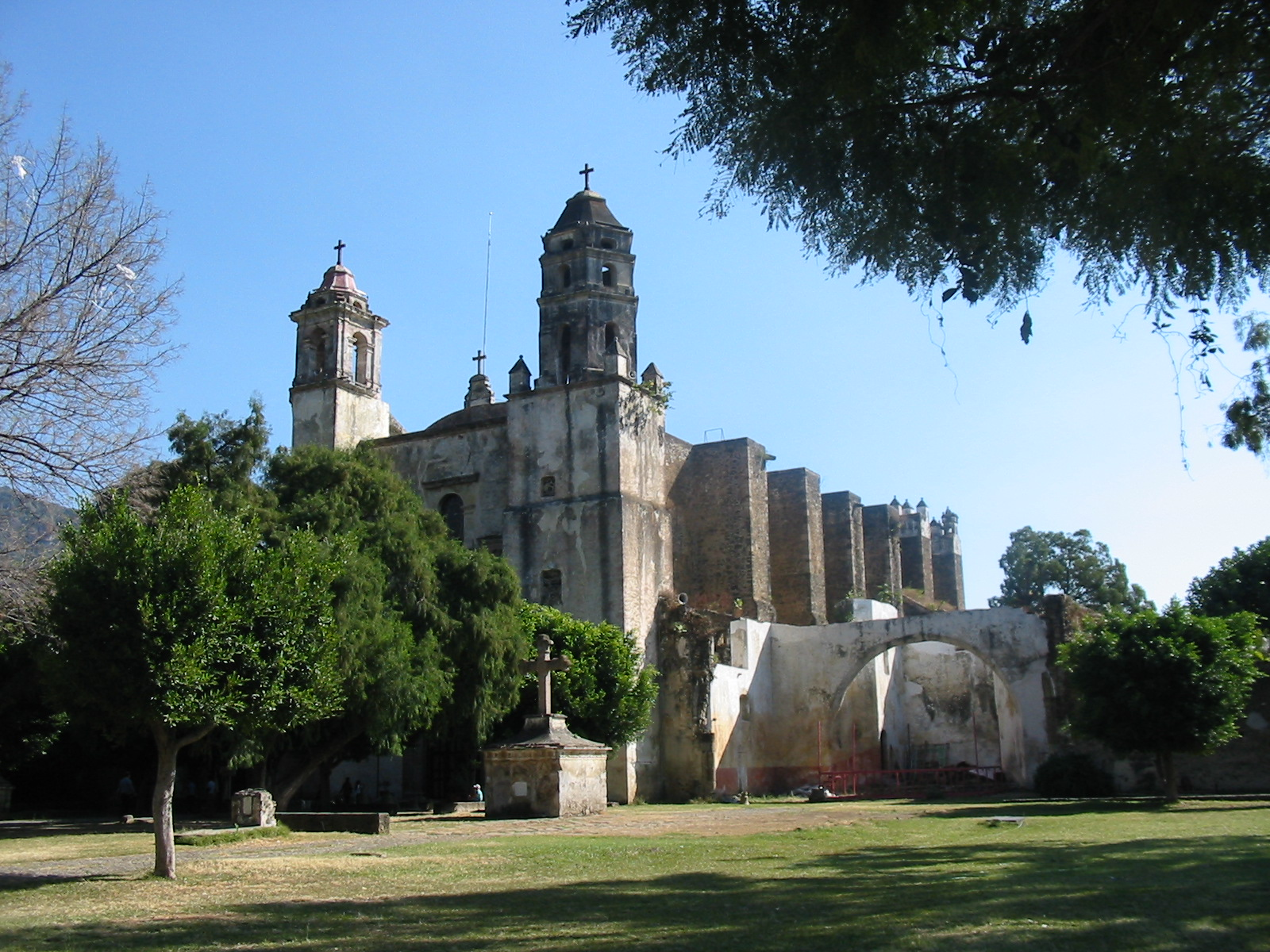
Exconvent dominic de la Nativitat

Tepotztlán és un municipi de l'estat de Morelos, al centre-sud de Mèxic, i seu del govern del municipi del mateix nom. Aquest municipi és a la part nord de l'estat d'Morelos. Limita al nord amb la Ciutat de Mèxic, al sud amb Cuernavaca, l'oest amb Huitzilac i a l'est amb Tlalnepantla. Té una població de 14 130 habitants d'acord amb el cens de 2017.
La proximitat amb la Ciutat de Mèxic i l’agradable clima durant tot l’any fan que sigui una destinació turística popular. Diversos aspectes del poble li atorguen fama: les restes de la piràmide construïda en el cim del Tepozteco, la gastronomia en general i especialment els exòtics gelats que s’hi fan, i una important varietat d’artesania.
Tepoztlán també és considerat com un lloc místic per les llegendes i les tradicions que els habitants respecten amb molta cura.
Tot l'any hi ha festes en els diversos barris, de les quals una de les més esperades és el Dia de Muertos en què els nens surten a demanar calaverita (joguines i caramels) portant un tradicional chilacayote  (mena de carbassa), en forma de calavera.
És un lloc ideal per fer activitats de muntanya com ràpel, escalada i llargues caminades. En època de pluja, es formen cascades que val la pena admirar.
L’any 2010, la Secretaría de Turismo, va atorgar el reconeixement de "Pueblo Mágico a Tepoztlán.  

## El Repte al Tepozteco
És la festa tradicional, del 8 de setembre, a la piràmide que es troba al cim de la muntanya. Es recorda el canvi de la religió politeista a la religió catòlica. Quatre senyors principals dels llocs veïns: Yautepec, Oaxtepec, Tlayacapan i Cuauhnahuac acusen al Tepozteco d'haver traït als seus déus i el vénen a reptar al poble. Aquest els venç i els convenç de les bondats de la nova religió. Acaba la celebració amb danses a la plaça cívica.

## La llegenda del Tepozteco
Una de les llegendes diu que una donzella solia banyar-se en el riu Axitla, malgrat que es deia que no era bo per a les noies. La donzella va quedar prenyada, la qual cosa va ser una gran vergonya per a la seva família. En néixer el nen, Tepoztecatl, l'avi, que volia desferse’n, el va llançar des d'una gran altura contra unes roques, però el vent el va dipositar en una plana. En un segon intent de l’avi el vent el va deixar prop d'unes atzavares, i al cap de poc les fulles es van doblegar fins a arribar a la boca del bebè per fer-lo beure aiguamel. Tepoztécatl va gaudir d'àmplia consideració del seu poble natal i va ser designat Senyor de Tepoztlán i sacerdot del Déu Ometochtli (dos conills). Cal notar que en aquesta llegenda es fa referència a l’aire, com un dels 4 elements, que representa el pensament o la raó i veiem com aquí es fa veure aquesta característica quan el Tepoztécatl, gràcies a la seva intel·ligència, surt endavant de totes les situacions difícils a les quals s'enfronta.També es diu que era fill de Quetzalcóatl, Déu del vent, que el protegía en tot moment.

## El Carnestoltes de Tepoztlán
El Carnestoltes comença quatre dies abans del dimecres de cendra, amb les comparses de cadascun dels barris i el ball Brinco del Chinelo.
Cada comparsa recorre el poble acompanyada d’una banda de música. Al compàs de la tambora, dels platerets i dels instrumentes de vent, els chinelos salten incansablement pels carrers del poble i contagien tothom que troben pel camí.
El vestit de chinelo, que s’utilitza per al tradicional brinco, cada habitant del poble se’l confecciona a casa. Consta d’una túnica de vellut negre amb adorns de punta o de pell de conill a les mànigues, un barret alt i cònic brodat a mà amb lluentó, granadura i canutet, amb uns fils de perles que pengen al voltant, i plomes d’estruç; i sempre, guants blancs.
La celebració de carnestoltes es va iniciar a Tepoztlán el 1852 i ara és una de les festes més importants de l’Estat de Morelos .
Ha aconseguit molta popularitat i els visitants aprecien la càlida rebuda dels tepoztecos.

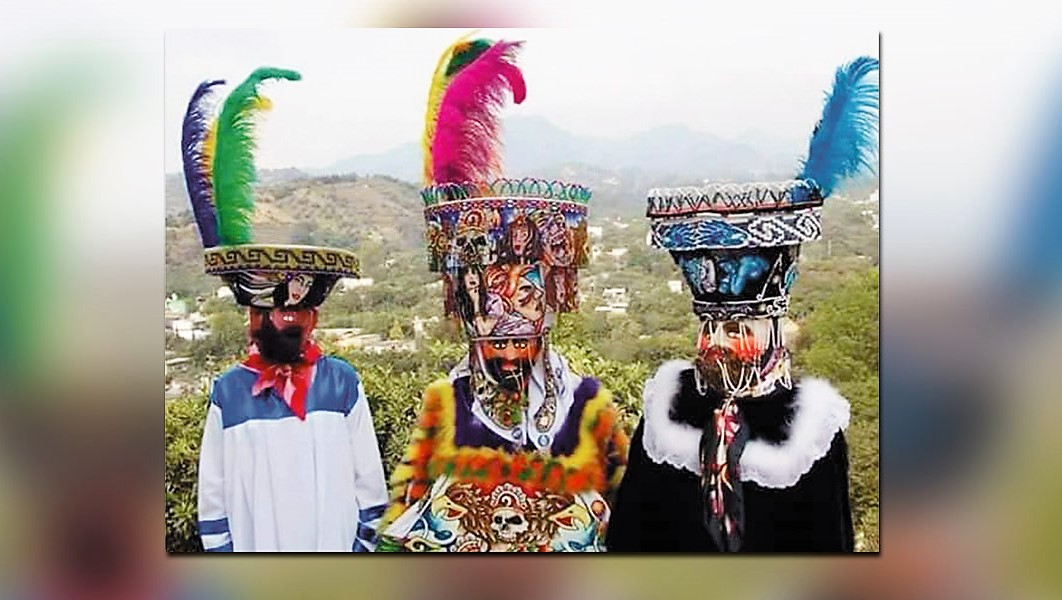
Chinelos

## Exconvent de la Nativitat
L'exconvent de la Nativitat, declarat en 1994 Patrimoni de la Humanitat per la UNESCO, és una bella i imponent construcció del segle XVI construïda per frares dominics.

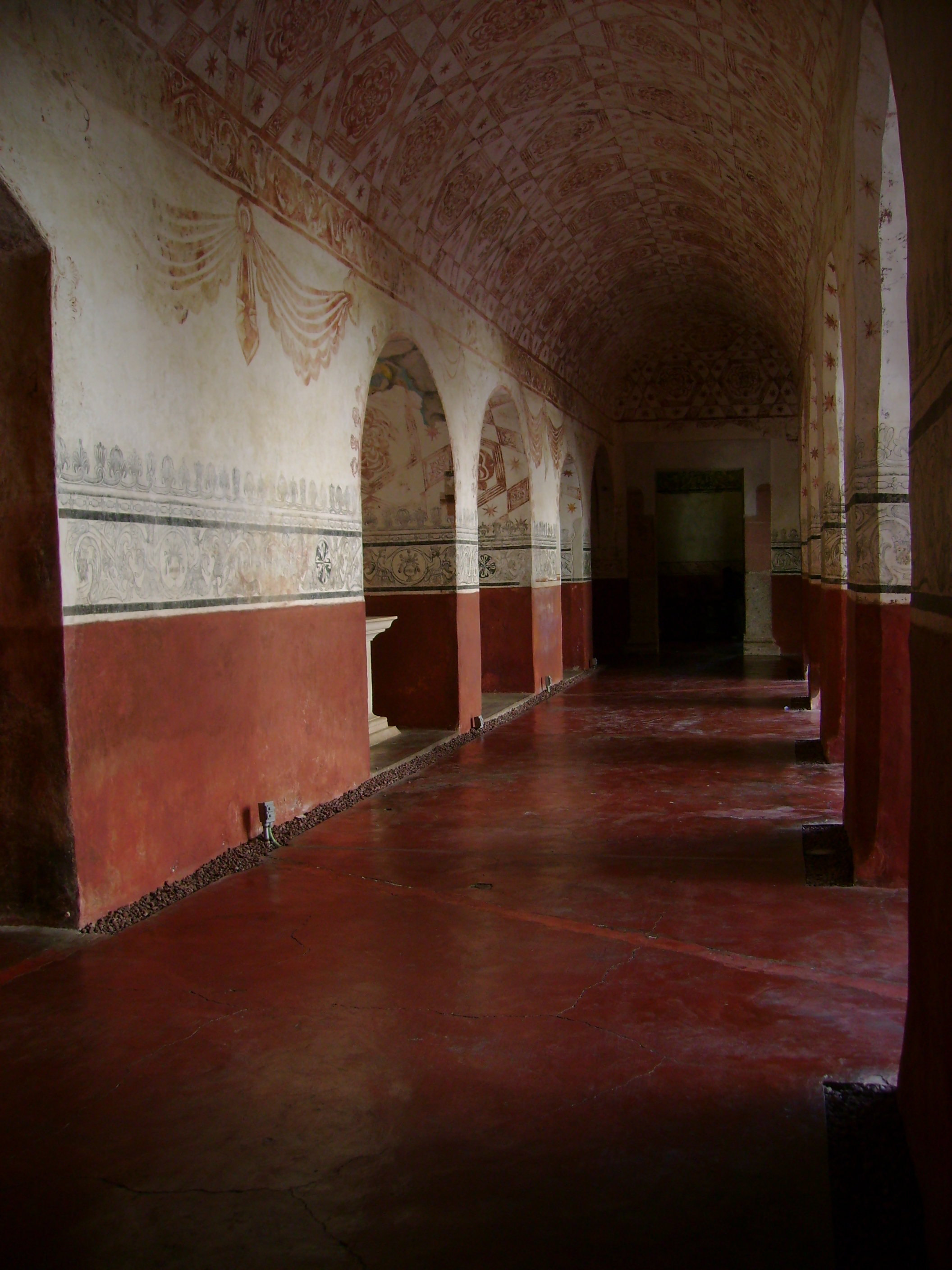
Frescos en els passadissos interiors al voltant del pati de l'ex convent de la Nativitat.

- Meztitla(Sitio ASMAC)
- Tour Virtual  Arxivat 2012-03-03 a Wayback Machine. Ex convento dominico de la Natividad
- Guía de Barrancos de Tepoztlán